# Amsdorf
Amsdorf ist ein Ortsteil der Gemeinde Seegebiet Mansfelder Land und liegt im südöstlichen Landkreis Mansfeld-Südharz.

## Geografie

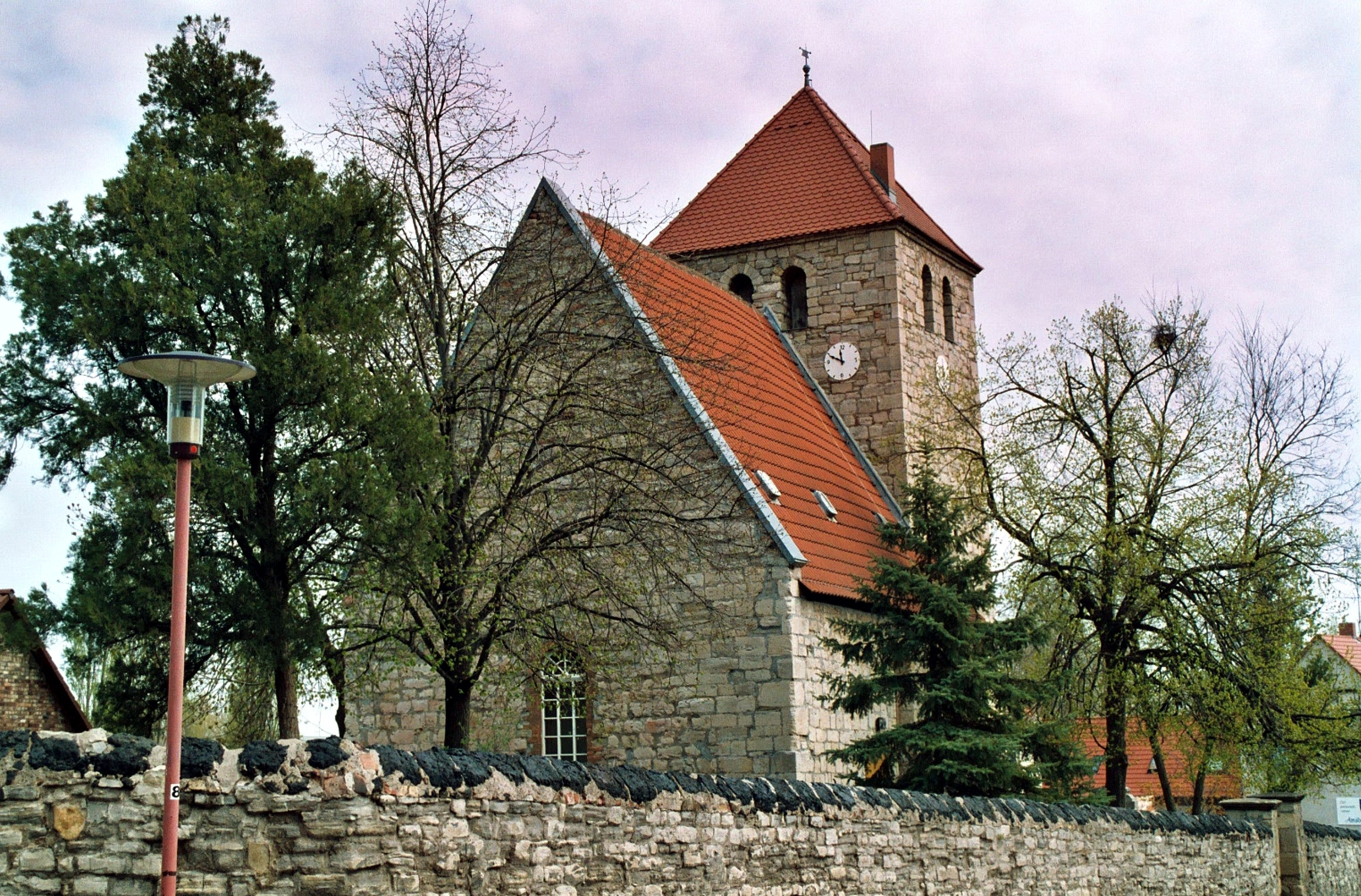
Dorfkirche

Der Ort liegt etwa 15 km westlich von Halle.

## Geschichte
In einem zwischen 881 und 899 entstandenen Verzeichnis des Zehnten des Klosters Hersfeld wird Amsdorf als zehntpflichtiger Ort Amalungesdorpf im Friesenfeld erstmals urkundlich erwähnt. Ursprünglich lag der Ort am Salzigen See und entwickelte sich im Mittelalter zum Fischerdorf. Mit der beginnenden Industrialisierung hielt der Kalibergbau Einzug in Amsdorf. Der Salzige See wurde nach und nach trockengelegt, das Ortsbild wurde zunehmend von Industriebetrieben geprägt.
Am 1. Januar 2010 schlossen sich die bis dahin selbstständigen Gemeinden Amsdorf, Aseleben, Erdeborn, Hornburg, Lüttchendorf, Neehausen, Röblingen am See, Seeburg, Stedten und Wansleben am See zur Einheitsgemeinde Seegebiet Mansfelder Land zusammen. Gleichzeitig wurde die Verwaltungsgemeinschaft Seegebiet Mansfelder Land, zu der Amsdorf gehörte, aufgelöst.

## Wirtschaft und Infrastruktur
1922 wurde in Amsdorf die erste Montanwachsfabrik, die Riebeck AG, gegründet, aus der später das Unternehmen Romonta hervorging.
Im Februar 2012 erfolgte in Amsdorf der erste Spatenstich zum Bau einer mit 28,3 MW projektierten Freiflächenphotovoltaikanlage.
Der Haltepunkt Amsdorf liegt an der Bahnstrecke Halle–Hann. Münden.

## Personen
In Amsdorf geboren wurden:
- Georg Becker (1878–1953), Unternehmer
- Heinz Walter (1931–2022), Fußballspieler